# Ursulines missionnaires du Sacré-Cœur de Jésus
Les Ursulines missionnaires du Sacré-Cœur de Jésus (en latin : Congregationis Sororum Ursulinarum Missionariarum a S. Corde) est une congrégation religieuse féminine enseignante et missionnaire de droit pontifical. 

## Historique
En 1575, une veuve de Parme, Lucie Zanacchi, accueille une orpheline muette dans sa maison, bientôt rejointe par d'autres filles abandonnées: les protégées de Zanacchi sont appelés "filles du secours", car elles tirent leur subsistance des aumônes recueillies par un chanoine de la basilique Santa Maria della Steccata. Le duc Octave Farnèse place l'œuvre sous son patronage et confie sa gestion à une pieuse union composée de laïques acceptées par lui. Il donne aux directrices du conservatoire le nom de dames ursulines en l'honneur de sainte Ursule mais les associées n'ont jamais eu de lien avec les ursulines.
En 1578, la direction de la communauté est assumée par Madeleine Molinari († 1636) reconnue comme fondatrice de la congrégation. En 1590, elle place les ursulines sous la direction des pères de la compagnie de Jésus, dont le collège est adjacent au siège de la fraternité, et fait prononcer des vœux religieux aux dames pieuses de l'association. En raison de l'interdiction faite aux jésuites de prendre la direction spirituelle de communautés monastiques, les religieuses de Parme, bien que menant une vie commune, ne s’astreignent pas à la  clôture religieuse. En 1623, Victoire Masi (1589-1648) succède à Molinari et réussit à faire approuver les constitutions religieuses de la compagnie par le duc Ranuce Ier Farnèse. Pour cette raison, la Mère Victoire est considérée comme cofondatrice des ursulines de Parme. 
En 1802, la princesse Marie-Antoinette de Bourbon-Parme (1774-1841), fille du duc de parme Ferdinand Ier et de la duchesse Marie-Amélie d'Autriche, commence son noviciat chez les ursulines de Parme et prononce ses vœux le 22 avril 1803, sous le nom de Louise-Marie.
L'institut reçoit le décret de louange du pape Léon XII en 1827, il est de nouveau approuvé en 1829 par Pie VIII. En 1886, Marie-Lucrèce Zileri dal Verme (1839-1923), deuxième fondatrice de l'institut, est élue prieure de la communauté. En 1898, elle transforme la compagnie en véritable congrégation religieuse et l'oriente vers les nouveaux besoins de la société. Le pape Léon XIII reconnaît l'institut réformé le 8 mai 1899 et ses nouvelles constitutions sont approuvées par le Saint-Siège le 23 novembre 1926. Le nom d'ursulines missionnaires du Sacré-Cœur de Jésus est adopté par les sœurs le 14 novembre 1977. 
Deux procès de béatification sont en cours dans cette congrégation : un pour Marie-Lucrèce Zileri dal Verme (1839-1923), deuxième fondatrice de l'institut qui est reconnue vénérable le 21 décembre 1991 par Jean-Paul II, et l'autre pour Marie Agnès Shi Xianzhi (1913-1960), religieuse chinoise martyrisée par les communistes.

## Activités et diffusion
Les Ursulines missionnaires se consacrent à l'éducation de la jeunesse à tous les niveaux (jardins d'enfants, écoles, lycées), à la gestion des foyers universitaires, à divers travaux d'assistance spirituelle et de soutien aux jeunes ; ainsi qu'à l'activité missionnaire.
Elles sont présentes en :
- Europe : Italie.
- Asie : Japon, Philippines, Taïwan.
- Océanie : Australie.

La maison-mère est à Rome.
En 2017, la congrégation comptait 162 sœurs dans 23 maisons.